# سعدالدوله ابهری
سعدالدوله صفی‌الدین مردخای بن هبةالله مُحاسِب ابهری پزشک و وزیر یهودی در ایران ایلخانی قرن سیزدهم میلادی بود. او در بوروکراسی سلسلهٔ ایلخانان شهرت یافت و بین سال‌های ۱۲۸۹–۱۲۹۱ تا زمان ترورش توسط مخالفان به سمت وزیر اعظمی ایران منصوب شد. او به دلیل شایستگی و کاردانی، امور کشور را سامان بخشید. مرگ او آغاز شورش‌های یهودی‌ستیزانه در شهرهای سراسر ایران از سوی جمعیت مسلمان بود که نسبت به انتصاب یهودیان به مناصب ارشد در دولت ایلخانان بدبین بودند. او که اصالتاً اهل شهر ابهر در غرب ایران بود، از سال ۱۲۸۹ تا ۱۲۹۱ در دوران حکومت ارغون خان ایلخان مغول، مقام وزیر اعظمی ایران را بر عهده داشت. به گفته ابوالفرج، سعد پدر زن بخشدار بغداد بود. سعد در وزارت خزانه‌داری منصبی داشت و در آنجا چنان خود را متمایز کرد که فرماندار مغول حسادت کرد و او را به عنوان پزشک منصوب کرد. در آنجا سعد با اردو کیا، سردار قدرتمندی دوست شد و از طریق نفوذ او برای جمع‌آوری مالیات‌های معوقه به بغداد فرستاده شد. او در جمع‌آوری پول به قدری موفق بود که ارغون خان او را به عنوان دستیار در بخش مالیهٔ بغداد منصوب کرد و اردو کیا به عنوان فرماندار نظامی یا امیر آن استان منصوب گردید.
سعد دشمنان زیادی داشت. مقامات مغول از او متنفر بودند زیرا دیگر نمی‌توانستند درآمدهای حکومتی را به مصرف خود اختصاص دهند. و مسلمانان این که یک یهودی را بر آنها حکمرانی کند را خفت‌بار می‌دانستند. سعد نیز با محبوبان ارغون خان دشمنی کرده بود و خود گرفتار غرور بود. گزارش‌های نادرستی در مورد او پخش شد و هیچ فرصتی برای بدگویی از او به ارغون از دست نرفته بود، هرچند بی‌تأثیر می‌نمود. می‌گفتند سعد در صدد معرفی دین جدیدی بود که در رأس آن ایلخان قرار داشت. سرانجام ارغون خان مریض شد و دشمنان سعد از این فرصت استفاده کردند و از شر سعد یهودی خلاص شدند. در اواخر عمر، سعدالدوله قصد داشت کاربری کعبه را تغییر دهد اما بیماری ارغون خان و شورش مخالفان مانع او شد. و در سال ۱۲۹۱ میلادی او را کشتند و تمام اموال او مصادره شد و خانوادهٔ او و به‌طور کلی تمام یهودیان مورد آزار و اذیت قرار گرفتند.
در مورد جایگاه وی در دستگاه ارغون خان چنین گفته‌اند:
در حضرت ارغون مکانت و رتبتی یافت که از آن باز نتوان گفت.